# Björn-Erik Höijer

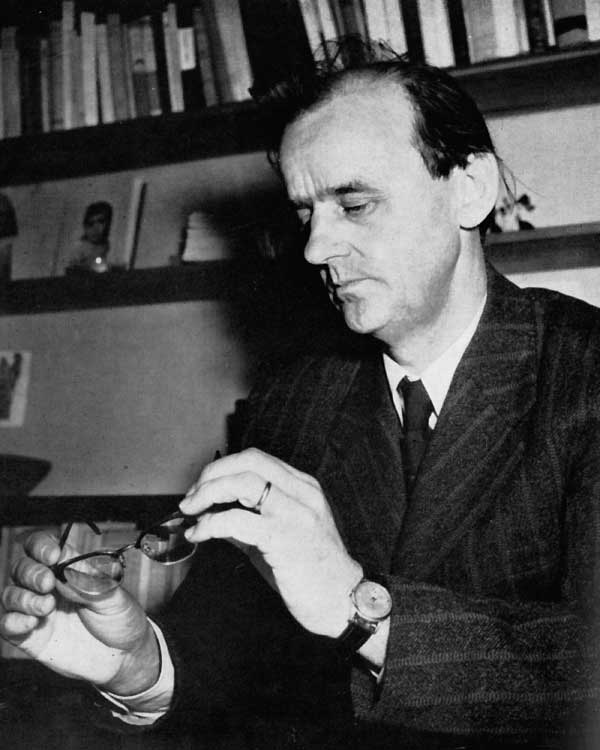
Björn-Erik Höijer

Björn-Erik Höijer (Malmberget, 14 de marzo de 1907-Uppsala, 10 de febrero de 1996) prolífico escritor sueco.
Originariamente, instructor en el sistema Slöjd, debutó como literato en 1940 con la colección de cuentos Grått berg.
Fue galardonado con el Premio Dobloug en 1967.